# Archivum Mathematicum
Archivum Mathematicum, parfois aussi appelée Archivum Mathematicum (Brno) est une revue mathématique à comité de lecture en libre accès. Le journal est fondé en 1965, et est publié par le département de mathématiques et statistiques de la faculté des sciences de l’université Masaryk. 

## Description
La revue publie des articles dans tous les domaines des mathématiques. Le rédacteur en chef est, en 2019, Jiří Rosický (Université Masaryk). La revue publie 1 volume annuel composé de 5 numéros. À titre indicatif, le volume 55, de 2019, comporte 350 pages.
Archivum Mathematicum ne facture pas de frais de traitement des articles ni de frais de soumission. La revue  soutient une politique de libre accès selon la Open Archives Initiative, et applique la politique d'accès de EMIS.

## Résumés et indexation
Archivum Mathematicum est indexé, et les résumés sont publiés, dans Mathematical Reviews et Zentralblatt MATH. Le journal est indexé dans Scopus. Les articles paraissent dans la base Web of Science.
En 2019, le mathematical citation quotient des Mathematical Reviews est 0,19, et en 2018 son impact factor (SJR) sur SCImago Journal Rank est 0,237. 